# Bidei
Bidei (en grec antic βιδιαῖοι) era el nom d'uns magistrats espartans encarregats d'inspeccionar els exercicis gimnàstics del jovent.
Es reunien a la plaça del mercat o àgora, segons Pausànies, que diu que n'eren cinc o sis i un d'ells era el president, que s'anomenava πρέσβυς βιδέων ("presbys bidéon", el bideu més experimentat"). Es creu que la paraula "bidei" significava testimonis o jutges dels joves.
Els elegien cada any uns sacerdots dedicats al culte d'Helena. Els Dioscurs s'anomenaven també bidei (βιδιαῖοι), i sembla que es creia que els dos herois havien exercit aquestes funcions.